# Ray Barbuti
Raymond ("Ray") James Barbuti (12. června 1905 New York, New York – 8. července 1988 Pittsfield, Massachusetts) byl americký atlet, sprinter, dvojnásobný olympijský vítěz.
Jako student Syracuse University vyhrál v roce 1928 mistrovství USA v běhu na 400 metrů. Kvalifikoval se tak na olympiádu v Amsterdamu, kde zvítězil nejdříve v běhu na 400 metrů časem 47,8 (byla to na této olympiádě jediná zlatá medaile amerického atleta v individuálních disciplínách). Poté byl členem vítězné štafety USA v běhu na 4×400 metrů, která vytvořila nový světový rekord 3:14,2.